# Кариера
 Тази статия е за професионалното развитие.  За вида мина вижте Кариера (мина).  
Кариера е курсът или прогресът в работата за определен индивид от началото на неговата трудова дейност. Много често се използва в позитивен смисъл като добра кариера или успешна кариера, тоест успешното развитие в областта на някоя или няколко сфери и дейности.
Много често под кариера се има предвид работата в области, които изискват професионални знания и умения, и в този смисъл професионално обучение или натрупан професионален опит в дадена област.
Думата произхожда от френското carriere (около 16 век) („път, колодрум“), което от своя страна произлиза от латинската дума „(via) cararia“ (път за колесници), което на свой ред произлиза от латинската дума carrus или „кола, колесница“.
На запад с развитието на по-широк обсег от професии и възможности за професионално развитие се появяват и т.нар. кариерни съветници.
През XXI век също така не е рядкост развитието на няколко кариери (успоредни кариери) или с други думи развитието в няколко различни професионални области.

## Кариерно развитие
Кариерното развитие е един процес на професионално израстване, който включва трупане на нови знания и умения и стремеж към непрекъснато усъвършенстване.
Кариерното развитие е съвкупност добре обмислени и управлявани ходове. Управлението е процес, който включва най-напред оценка на нивото, на което се намираме в служебното си развитие, вземане на решения какво бихме искали да постигнем и предприемане на необходимите стъпки за постигане на поставените цели.